# حرة بنت بدر
حُرَّة بنت بدر المُعتضدي كانت الزوجة الرئيسية والوحيدة للخليفة العباسي الثامن عشر جعفر المُقتدر بالله حتى وفاته عام 932. كانت هي وزوجها صغيرين جدًا عندما تم ترتيب الزواج بينهما. تزوجت حُرَّة من جعفر (الخليفة العباسي المستقبلي المقتدر) قبل خلافته.

## نشأتها
كان والدها بدر المعتضدي في الأصل عبدًا عسكريًا اشتهر وخدم في عهد الخليفة أحمد المُعتضد بالله. و لولائه وإعجاب الخليفة فيه، ترقَّى حتى أصبح القائد الأعلى للجيش العبَّاسي، فأصبح له نفوذًا في حكم الدولة طوال فترة حكم المعتضد. إلا أنه تم إعدامه في 14 أغسطس 902 بسبب مكائد الوزير الطموح القاسم بن عبيد الله.

## زواجها من المقتدر
كان زوجها المقتدر أول خليفة قاصر في تاريخ المسلمين. وصل إلى السلطة عام 908 بعد وفاة أخيه عليُّ المُكتفي بالله. وفي المُقابل، كانت حُرَّة الابنة الوحيدة لبدر المعتضدي. كان المُقتدر كريمًا معها ومُفضلًا معها وبقيت معه حتى قُتل.

### زواجها الثاني
بعد وفاة المُقتدر، تزوجت حُرَّة وكيل مطبخ يُدعى محمد بن جعفر بن أبي عسرون، وكانت تكلمه من وراء ستر في أمور ضياعها وعقارها، ثم استدعته للزواج بها، وكان غير قادرًا على ذلك ماديًا، فبذلت المال ليتم ذلك. هادت حُرَّة القضاة وأولياء أمرها ليقبلوا زواجها منه، فأقام معها سنوات حتى توفت، وتركت له ثروة من 300 ألف دينار. وقد عُرف زوجها بـ "زوج الحُرَّة"، وكان بعد كبره، شيخًا عاقل وتوفي في 26 صفر سنة 372 هـ ودُفن بالقرب من قبر معروف الكرخي.